# Superhuman
„Superhuman” este un cântec al interpretului american Chris Brown, realizat în colaborare cu Keri Hilson. Piesa este inclusă pe albumul Exclusive: The Forever Edition, varianta reeditată a materialului Exclusive. „Superhuman” a fost lansat ca cel de-al doilea single al albumului relansat și ca cel de-al șaselea single al lui Exclusive.
Discul single a activat mediocru în clasamente, fiind singurul cântec al lui Brown care nu reușește să intre în Billboard Hot 100. În restul clasamentelor a obținut poziții de top 40.

## Lista cântecelor
Disc single pentru Regatul Unit și Irlanda
1. „Superhuman” (în colaborare Keri Hilson)
2. „Dreamer”

## Clasamente
| Clasament                 | Poziția maximă | Referință |
| ------------------------- | -------------- | --------- |
| Australian Singles Chart  | 30             | [ 1 ]     |
| Bulgarian Singles Chart   | 7              | [ 1 ]     |
| Irish Singles Chart       | 15             | [ 1 ]     |
| New Zealand Singles Chart | 15             | [ 1 ]     |
| UK Singles Chart          | 32             | [ 1 ]     |
| U.S. Billboard Pop 100    | 76             | [ 2 ]     |

## Personal
- Voce: Chris Brown & Keri Hilson
- Textieri: W. Felder, J. Faunteroy II
- Compozitori: Harvey Mason Jr. pentru Underdog Music, inc. & Oak de la The Knightwritaz pentru Ninetimesnine Entertainment
- Înregistrat: Andrew Hey & Dabling Harward at The Underlab, Los Angeles, California
- Inginerie adițională: David Boyd pentru Underdog Entertainment la The Underlab, Los Angeles, California
- Mixaj: Harvey Mason Jr. pentru Underdog Entertainment la The Underlab, Los Angeles, California